# Maison Veuve Crahay
La maison Veuve Crahay est une réalisation de style Art nouveau située à Liège en Belgique.

## Histoire
La maison est due à l'architecte Antoine Pliers, coauteur avec François Herzé de la maison Corombelle dans le quartier d'Outremeuse. Elle a été construite en 1909 pour la veuve Crahay. La façade de cette maison a été complètement rénovée en 2014 ce qui a poussé le propriétaire à participer au prix de l'urbanisme et de l'architecture de la ville de Liège pour l'année 2015. Cet immeuble est repris à l'inventaire du patrimoine culturel immobilier de la Wallonie.

## Situation
Cette maison se trouve dans le centre de Liège au no 18 de la rue Frère-Michel, une rue paisible proche de la place des Béguinages.

## Description

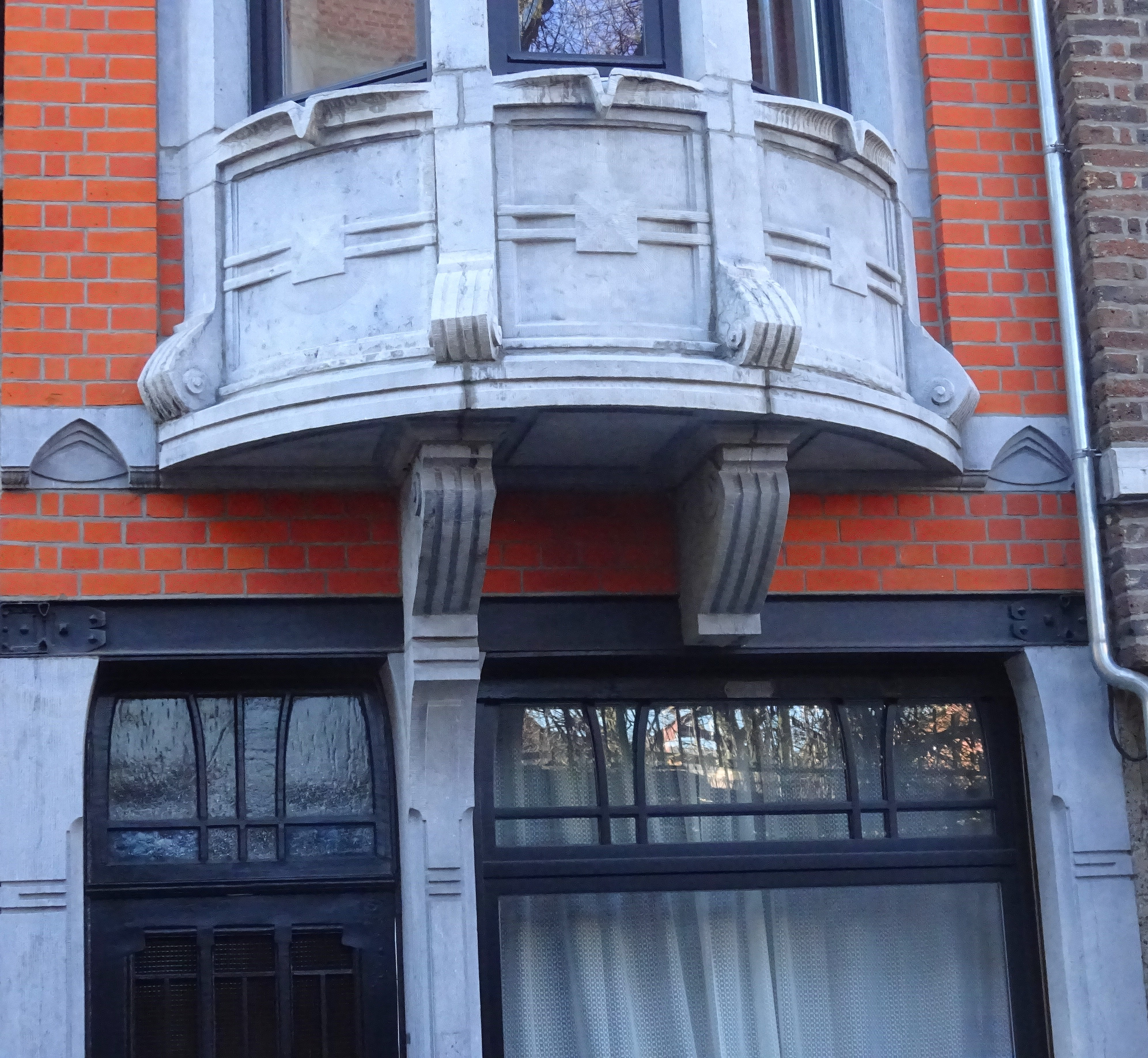

Cet étroit immeuble symétrique (aux étages), d'une largeur d'environ 3 mètres, compte une seule travée et trois niveaux (deux étages). Les matériaux utilisés sont les moellons de grès et la pierre de taille au rez-de-chaussée  et la brique rouge et la pierre de taille aux étages.
Le rez-de-chaussée à l'origine à vocation commerciale est constitué d'une porte d'entrée surmontée d'une baie d'imposte en verres opaques et d'une vitrine ornée dans sa partie supérieure de boiseries en légères courbes propres au style Art nouveau. À droite du soupirail, l'inscription ant.PLIERS Architecte est gravée dans la pierre. Une poutre métallique traversant la façade surmonte le rez-de-chaussée.
Le premier étage est constitué d'un oriel semi-circulaire réalisé en pierre de taille striée. Cet oriel, pièce maîtresse de la façade, comprenant trois baies vitrées sur larmiers, repose sur deux consoles moulurées dont la gauche se prolonge au rez-de-chaussée entre la porte et la vitrine. 
Le second étage comprend un balcon en ferronnerie protégeant une baie en triplet ornée de petits bois et latéralement surmontée de denticules. Une corniche centrale arrondie et proéminente coiffe la façade alors que deux petites corniches latérales sont placées plus bas à la hauteur du balcon.